# Кригер, Анатолий Маврикиевич
Анато́лий Маври́киевич Кри́гер (1910—1984) — советский автомобильный конструктор. Лауреат двух Сталинских премий второй степени и двух Государственных премий СССР.

## Биография
Родился 24 мая (6 июня) 1910 года в Краматорске (ныне Донецкая область, Украина).
30 мая Анатолия крестили. Его отец, Маврикий Людовикович, был лютеранского вероисповедания, а мать, Мария Александровна - православного. Но крестить новорожденного решили всё-таки по православному обычаю. Таинство крещения происходило в Архидиаконо- Стефановской церкви села Белянского. Восприемником (то есть крёстным) со стороны отца выступил его хороший друг дворянин города Петербурга Димитрий Николаевич Ребиндер. Восприемницей со стороны матери стала её младшая сестра, Екатерина Александровна Николаева. Таинство крещения совершил священник Иоанн Курганский.
В 1931 году окончил Московский автотракторный институт имени М. В. Ломоносова (ныне Московский государственный технический университет «МАМИ»).
С 1932 года работал на ГАЗе конструктором, руководителем конструкторской группы, начальником КБ шасси и двигателей, заместителем главного конструктора.
В 1948—1954 — главный конструктор КАЗ.
В 1954—1982 — главный конструктор ЗИЛа. Член КПСС с 1955 года.
При его участии созданы автомобили ГАЗ-М1, ГАЗ-11-73, ГАЗ-20, ГАЗ-51, ГАЗ-63, доведен двигатель ГАЗ-203.
Под его руководством спроектированы автомобили КАЗ-585, КАЗ-600АВ, ЗИЛ-157, ЗИЛ-127, ЗИЛ-158, ЗИЛ-164А, ЗИЛ-130, ЗИЛ-131, ЗИЛ-169, 3 семейства КамАЗ, двигатели ЗИЛ-130, ЗИЛ-138, ЗИЛ-645.
В возрасте 53 лет был утвержден заведующим кафедрой «Автомобили и двигатели» Завода-ВТУЗа при ЗИЛе (позже МГИУ).
Доктор технических наук (1973). Профессор (1973).
Умер 25 мая 1984 года в Москве.

## Награды и премии
- заслуженный деятель науки и техники РСФСР
- Сталинская премия второй степени (1943) — за усовершенствование конструкции танка
- Сталинская премия второй степени (1947) — за создание грузового автомобиля «ГАЗ-51»
- Государственная премия СССР (1967) — за создание конструкции семейства грузовых автомобилей «ЗИЛ-130» большой производительности, долговечности и современного массового высокоавтоматизированного их производства
- Государственная премия СССР (1972) — за участие в разработке автомобиля «КамАЗ»
- два ордена Ленина
- орден Октябрьской Революции
- орден Трудового Красного Знамени
- орден Красной Звезды
- медали

## Высказывания о Кригере
Астров Н. А., советский инженер-конструктор бронетанковой техники:

Человек аналитического склада ума и редкой работоспособности, всю войну трудившийся по 14 часов в сутки, он отличался педантизмом. Кригер не пропускал ни единой цифры, фразы, запятой на чертежах, выпускавшихся КЭО, без личного контроля и около каждого проверенного знака, будь то сборочный чертеж, деталировка и даже спецификация, ставил птичку толстым синим карандашом.
Со свойственными ему четкостью и неизменной благожелательностью Анатолий Маврикиевич руководил работой конструкторов. Держался суховато, даже замкнуто, всегда подтянутый, тщательно, пусть и скромно одетый. Характерно, что, по крайней мере на моей памяти
(а нам пришлось близко сотрудничать всю войну), он не имел приятелей, хотя был, в общем, человеком добрым, но вместе с тем и жестким, крайне обязательным и, как сказали бы теперь, некоммуникабельным. Многие даже недолюбливали его за строгость и требовательность.
Редкая ёмкость памяти делала Кригера живым энциклопедическим справочником, содержавшим неисчислимое множество сведений о конструкциях отечественных и зарубежных автомобилей и двигателей. Большой объём знаний позволял ему легко парировать высказывания малоопытных конструкторов, но, надо отдать ему должное, редко злоупотреблял эрудицией, предпочитая воздействовать логическими доводами. Метод его — частичное заимствование зарубежных решений, что порой сближало конструкторскую работу с ремесленничеством, отчего интерес к ней у думающих сотрудников падал. Но такой подход заметно ускорял разработку и вдобавок воспитывал умение анализировать технические решения, оценивать чужие идеи.

Конечно, такой метод страдал существенным недостатком: ведь узлы были от устаревших машин, и собственное конструкторское мышление не получало развития. Всем этим закладывалось отставание в техническом уровне изделий, тем более что освежать парк иностранных образцов удавалось нерегулярно. — Астров Н. Кригер и Грачев // За рулём. - 1989. - № 12. - С. 6.
Зарубин А., ветеран ЗИЛа:

Когда он работал над очередной новой конструкцией, несгибаемо претворял в действительность свои идеи, заложенные ещё в эскизный проект. Идеи передовые, подчас казавшиеся иным скептикам даже фантастическими. Но, будучи по образу мыслей сугубым реалистом, Кригер на самом деле никогда не пытался «достать журавля в небе». Своё мнение, свои замыслы, средства их реализации всегда весьма обстоятельно и веско аргументировал.
— А.Зарубин. Пятьдесят конструкторских лет // За рулём. - 1984. - № 12. - С. 5.